# Bundestagswahl 1957
- SPD: 181
- CDU/CSU: 277
- FDP: 43
- fraktionslos (FDV): 1
- DP: 17

- Regierung: 294
- Opposition: 225

Die Bundestagswahl 1957 zum 3. Deutschen Bundestag fand am 15. September 1957 statt. Die Unionsparteien erhielten eine absolute Mehrheit der Stimmen (50,2 %) und der Bundestagsmandate (269 der 497 Bundestagsmandate, zuzüglich 8 bzw. 22 nicht stimmberechtigte Berliner Abgeordnete); Konrad Adenauer wurde am 22. Oktober 1957 erneut zum Bundeskanzler gewählt.
Bei der Bundestagswahl 1957 konnte erstmals in der Bundesrepublik Deutschland per Briefwahl gewählt werden, was etwa fünf Prozent der Wahlberechtigten taten.

## Hintergrund

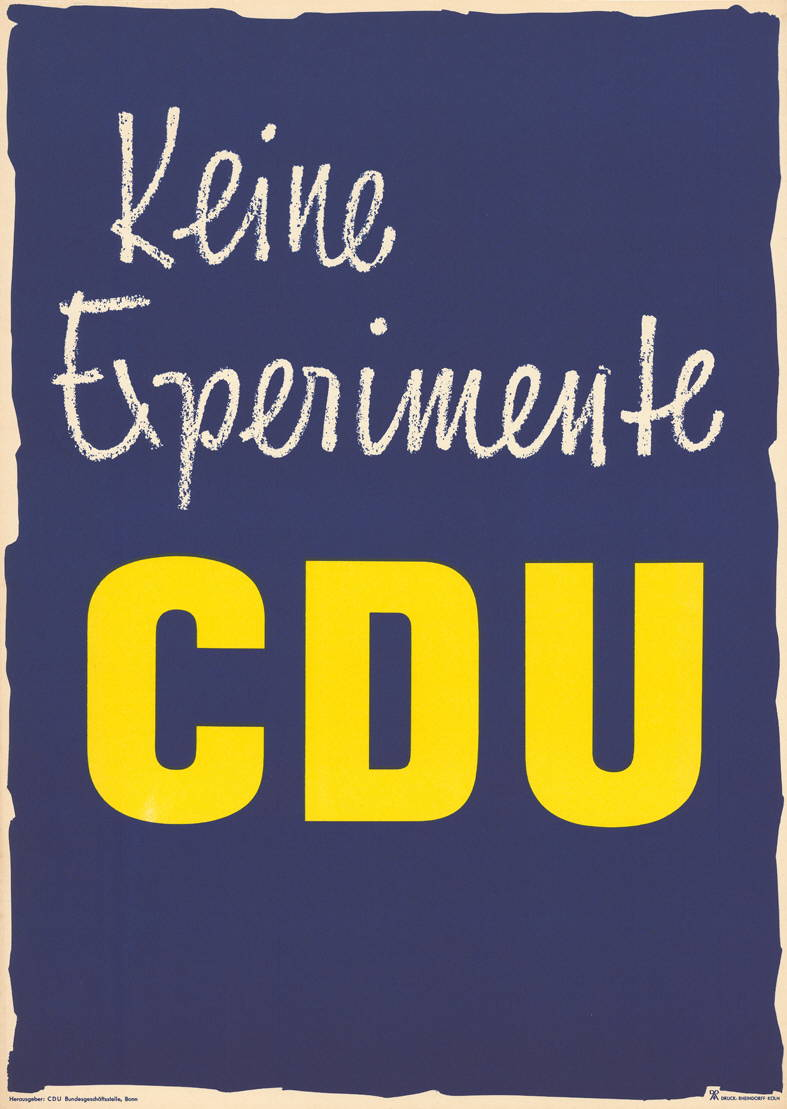
Wahlplakat der CDU

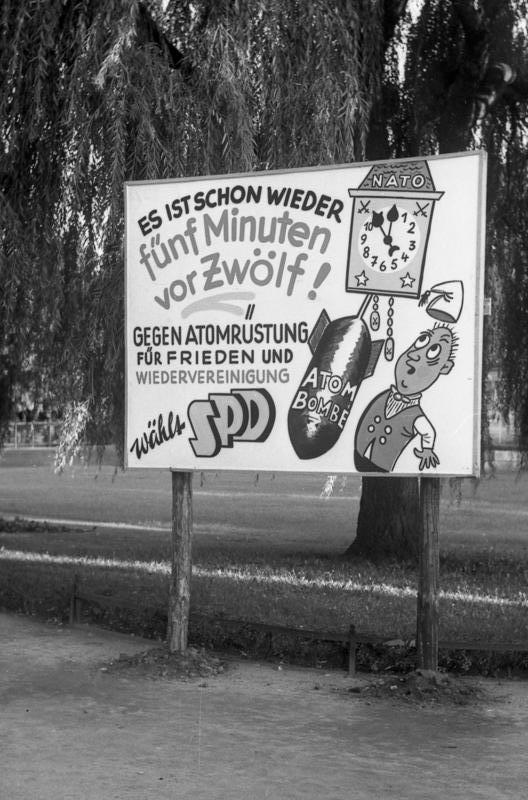
Wahlplakat der SPD

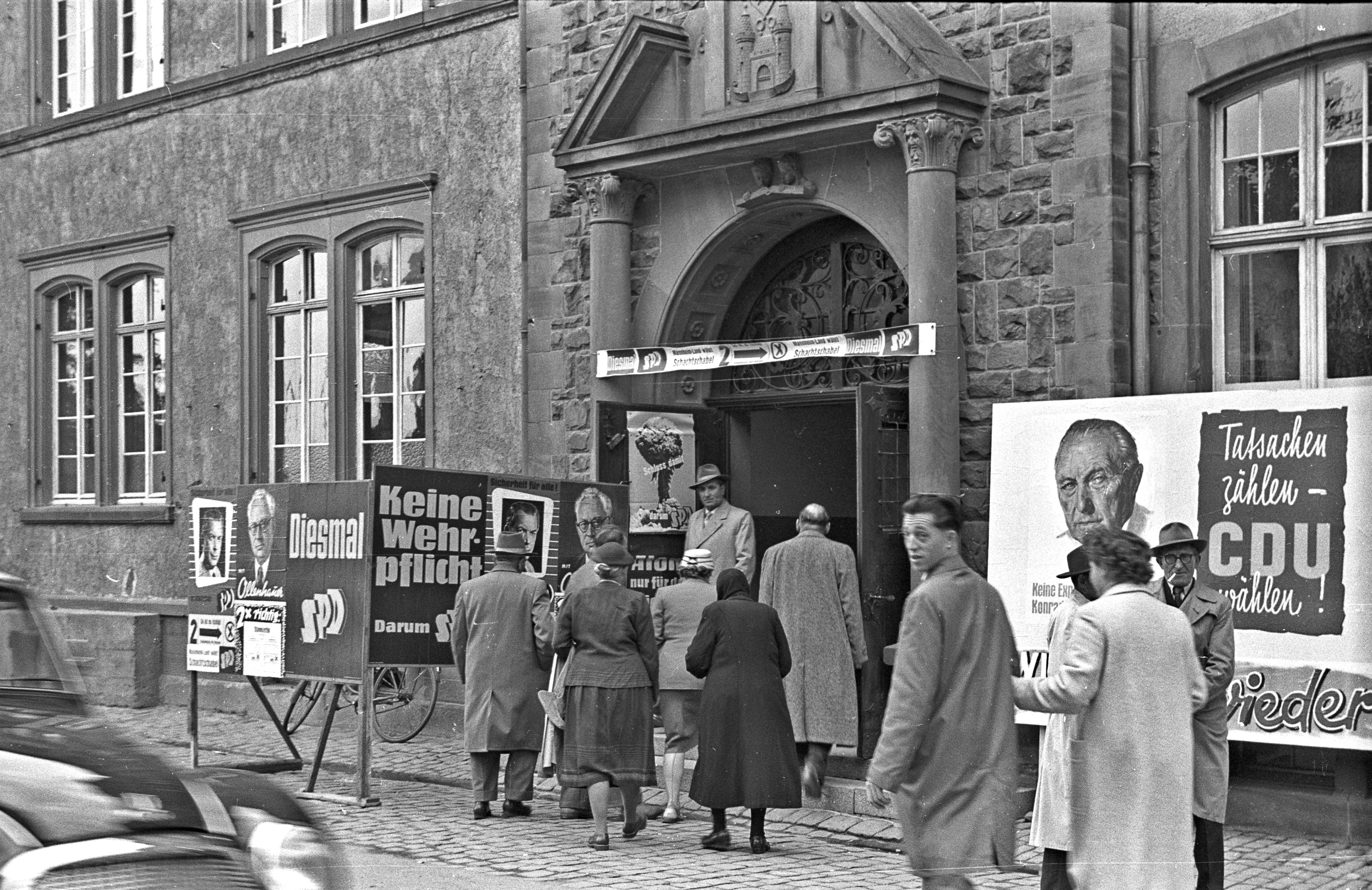
Wahllokal

Der Wahlkampf wurde polarisiert geführt. Bundeskanzler Adenauer behauptete auf dem CDU-Parteitag im Juli 1957, ein Sieg der SPD würde das Ende Deutschlands bedeuten. Die SPD, die sich der Kampagne Kampf dem Atomtod angeschlossen hatte, behauptete, es gebe eine klerikal-faschistische Gefahr, einen neuen militaristischen Nationalismus in den Reihen der CDU/CSU. Die oftmals gehässigen Angriffe verdeckten, so Joseph Rovan, dass zwischen den beiden Lagern in der Bundesrepublik allmählich ein breiter Konsens entstanden war. Viele Wähler sahen dennoch oder deswegen keinen Grund, die Regierung auszuwechseln. Adenauer hatte mit dem Beitritt des Saarlandes zur Bundesrepublik zum 1. Januar 1957 einen großen Erfolg vorzuweisen, in einer Angelegenheit, die die SPD als ein Argument gegen die Adenauer-Außenpolitik verwendet hatte. Populär war auch Adenauers Rentenreform 1957.
Die Wahl war für die Unionsparteien ihr bis heute größter Erfolg bei einer Bundestagswahl: Zum ersten und bisher einzigen Mal erhielten sie die absolute Mehrheit der Mandate und sogar der Stimmen. Dies gelang bei anderen Bundestagswahlen weder den Unionsparteien noch einer anderen Partei.
Als Kanzlerkandidat der CDU/CSU trat zum dritten Mal der CDU-Vorsitzende und Bundeskanzler Adenauer an (Wahlslogan: „Keine Experimente“), für die SPD zum zweiten Mal der Partei- und Fraktionsvorsitzende Erich Ollenhauer (1901–1963). Die CDU erhielt 5,0 Prozentpunkte mehr als 1953 und die SPD 3,0 Prozentpunkte. Das SPD-Ergebnis wurde als Niederlage rezipiert.
Die DP erhielt 3,4 % der Zweitstimmen. Die CDU hatte zu ihren Gunsten in einigen Wahlkreisen auf die Aufstellung von Direktkandidaten verzichtet (Huckepackverfahren), wodurch die DP sechs Direktmandate erhielt. Die DP zog deshalb aufgrund der Grundmandatsklausel – trotz Verfehlens der Fünf-Prozent-Hürde – in den 3. Bundestag ein. Der Bayernpartei und der Deutschen Zentrumspartei gelang der Einzug nicht, obwohl sie sich zum Überspringen der Fünf-Prozent-Hürde mit der Deutsch-Hannoverschen Partei zur Föderalistischen Union zusammengeschlossen hatten und die SPD in vier Wahlkreisen auf Direktkandidaten verzichtet hatte.
Die KPD war im August 1956 verboten worden und durfte deshalb nicht zur Wahl antreten.
Bei der Bundestagswahl 1957 war erstmals die Stimmabgabe per Briefpost möglich. Die Wahlbeteiligung betrug 87,7 %.
Zum ersten und bisher einzigen Mal traten in einem Bundesland die beiden Unionsparteien gegeneinander an: Im Saarland, das zum 1. Januar 1957 der Bundesrepublik beigetreten war, hatte sich die Christliche Volkspartei des Saarlandes (CVP) der CSU angeschlossen und trat unter dem Namen CSU/CVP gegen die CDU Saar an.

## Amtliches Endergebnis
| Listen                       | Listen                                                                       | Erststimmen | Erststimmen | Erststimmen | Erststimmen | Zweitstimmen | Zweitstimmen | Zweitstimmen | Zweitstimmen | Mandate | Mandate | Berliner Abg. |
| Listen                       | Listen                                                                       | Stimmen     | %           | +/-         | Mandate     | Stimmen      | %            | +/-          | Mandate      | Anzahl  | +/-     | Berliner Abg. |
| ---------------------------- | ---------------------------------------------------------------------------- | ----------- | ----------- | ----------- | ----------- | ------------ | ------------ | ------------ | ------------ | ------- | ------- | ------------- |
|                              | Christlich Demokratische Union Deutschlands (CDU)                            | 11.975.400  | 39,7        | +4,9        | 147         | 11.875.339   | 39,7         | +3,4         | 68           | 215     | +24     | 7             |
|                              | Sozialdemokratische Partei Deutschlands (SPD)                                | 9.651.669   | 32,0        | +2,5        | 46          | 9.495.571    | 31,8         | +2,9         | 123          | 169     | +18     | 12            |
|                              | Christlich-Soziale Union (CSU)                                               | 3.186.150   | 10,6        | +1,7        | 47          | 3.133.060    | 10,5         | +1,7         | 8            | 55      | +3      | –             |
|                              | Freie Demokratische Partei (FDP)                                             | 2.276.234   | 7,5         | –3,2        | 1           | 2.307.135    | 7,7          | –1,8         | 40           | 41      | –7      | 2             |
|                              | Gesamtdeutscher Block/ Bund der Heimatvertriebenen und Entrechteten (GB/BHE) | 1.324.636   | 4,4         | –1,5        | –           | 1.374.066    | 4,6          | –1,3         | –            | –       | –27     | –             |
|                              | Deutsche Partei (DP)                                                         | 1.062.293   | 3,5         | –0,4        | 6           | 1.007.282    | 3,4          | +0,1         | 11           | 17      | +2      | –             |
|                              | Deutsche Reichspartei (DRP)                                                  | 290.622     | 1,0         | +0,2        | –           | 308.564      | 1,0          | ±0,0         | –            | –       | –       | –             |
|                              | Föderalistische Union (FU)                                                   | 295.533     | 1,0         | N/A         | –           | 254.322      | 0,9          | N/A          | –            | –       | –31     | –             |
|                              | Bund der Deutschen, Partei für Einheit, Frieden und Freiheit (BdD)           | 37.329      | 0,1         | N/A         | –           | 58.725       | 0,2          | N/A          | –            | –       | –       | –             |
|                              | Deutscher Mittelstand (Mittelstand)                                          | 3.024       | 0,0         | N/A         | –           | 36.592       | 0,1          | N/A          | –            | –       | –       | –             |
|                              | Südschleswigscher Wählerverband (SSW)                                        | 33.463      | 0,1         | –0,1        | –           | 32.262       | 0,1          | –0,1         | –            | –       | –       | –             |
|                              | Deutsche Gemeinschaft (DG)                                                   | 16.410      | 0,1         | N/A         | –           | 17.490       | 0,1          | N/A          | –            | –       | –       | –             |
|                              | Vaterländische Union (VU)                                                    | 2.250       | 0,0         | N/A         | –           | 5.020        | 0,0          | N/A          | –            | –       | –       | –             |
|                              | Partei der guten Deutschen (PdgD)                                            | 356         | 0,0         | N/A         | –           | –            | –            | N/A          | –            | –       | –       | –             |
|                              | Wählergruppen/Einzelbewerber                                                 | 845         | 0,0         | –0,1        | –           | –            | –            | –            | –            | –       | –       | –             |
|                              | Freie Deutsche Volkspartei                                                   | –           | –           | –           | –           | –            | –            | –            | –            | –       | –       | 1             |
| Gesamt                       | Gesamt                                                                       | 30.156.214  | 100         |             | 247         | 29.905.428   | 100          |              | 250          | 497     | +10     | 22            |
|                              |                                                                              |             |             |             |             |              |              |              |              |         |         |               |
| Ungültige Stimmen            | Ungültige Stimmen                                                            | 916.680     | 3,0         | –0,4        |             | 1.167.466    | 3,8          | +0,5         |              |         |         |               |
| Wähler                       | Wähler                                                                       | 31.072.894  | 87,8        | +1,8        |             | 31.072.894   | 87,8         | +1,8         |              |         |         |               |
| Wahlberechtigte              | Wahlberechtigte                                                              | 35.400.923  |             |             |             | 35.400.923   |              |              |              |         |         |               |
|                              |                                                                              |             |             |             |             |              |              |              |              |         |         |               |
| Quelle: Der Bundeswahlleiter |                                                                              |             |             |             |             |              |              |              |              |         |         |               |

- 1: drei Abgeordnete des Zentrums
- Überhangmandate: 3 (CDU)

### Ergebnisse in den Bundesländern

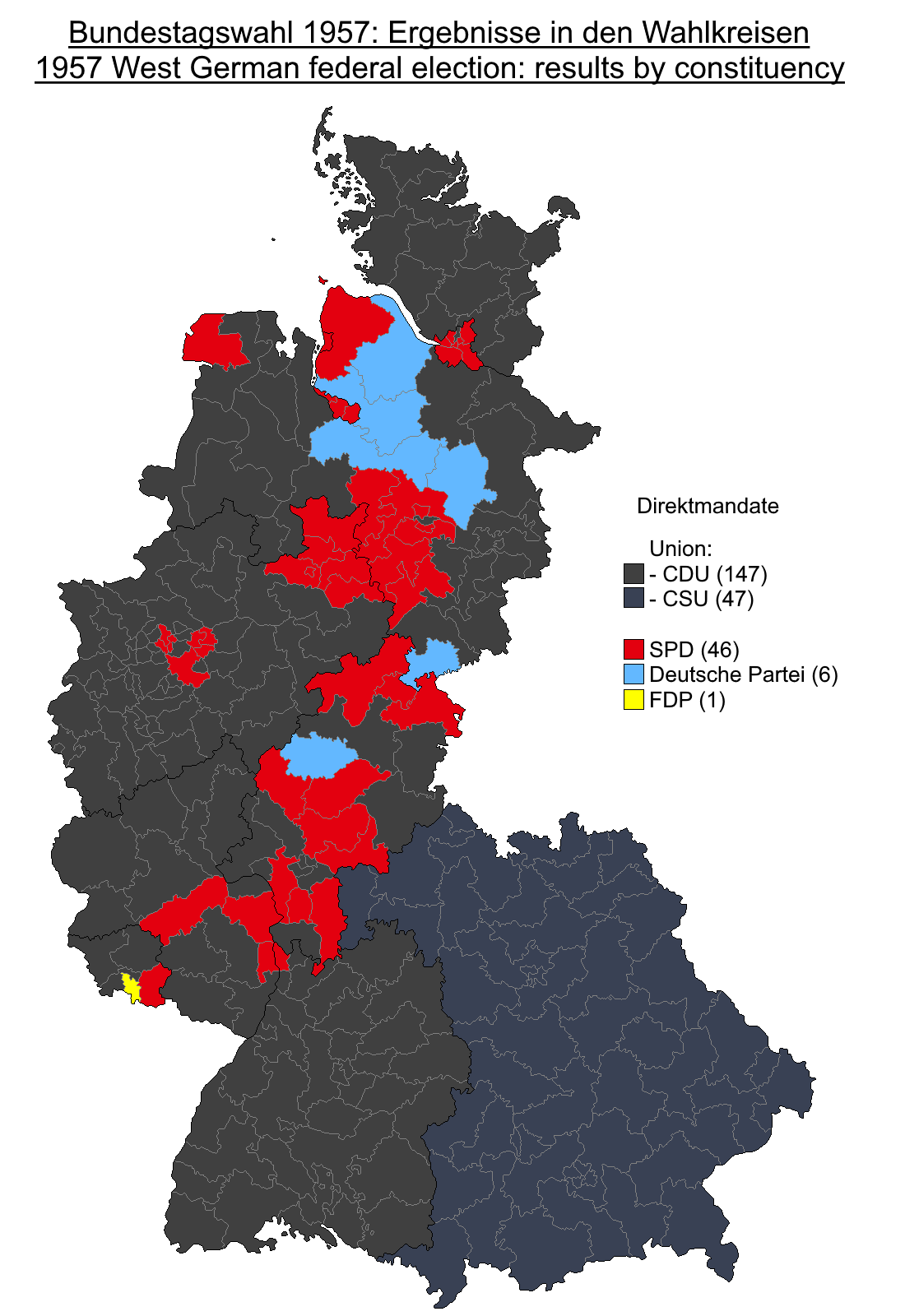
Erststimmenmehrheiten in den Wahlkreisen:
SPD
CDU/CSU
DP
FDP

| Bundesland          | Wahl- berechtigte | Wähler    | Wahl- beteiligung | CDU  | CDU   | CSU / CSU/CVP | CSU / CSU/CVP | SPD  | SPD   | FDP  | FDP   | GB/BHE | GB/BHE | DP   | DP    | DRP  | DRP   |
| Bundesland          | Wahl- berechtigte | Wähler    | Wahl- beteiligung | Erst | Zweit | Erst          | Zweit         | Erst | Zweit | Erst | Zweit | Erst   | Zweit  | Erst | Zweit | Erst | Zweit |
| ------------------- | ----------------- | --------- | ----------------- | ---- | ----- | ------------- | ------------- | ---- | ----- | ---- | ----- | ------ | ------ | ---- | ----- | ---- | ----- |
| Baden-Württemberg   | 04.857.815        | 4.097.575 | 84,4              | 53,4 | 52,8  | —             | —             | 26,6 | 25,8  | 13,8 | 14,4  | 4,3    | 4,7    | 01,0 | 01,3  | 0,5  | 0,6   |
| Bayern              | 06.240.499        | 5.470.347 | 87,7              | —    | —     | 57,9          | 57,2          | 25,1 | 26,4  | 04,8 | 04,6  | 6,8    | 6,8    | 00,7 | 00,7  | 0,5  | 0,5   |
| Bremen              | 00.467.250        | 0.414.498 | 88,7              | 30,7 | 30,4  | —             | —             | 46,5 | 46,2  | 05,5 | 05,8  | 1,8    | 2,0    | 13,9 | 13,8  | 1,3  | 1,4   |
| Hamburg             | 01.328.657        | 1.185.178 | 89,2              | 38,2 | 37,4  | —             | —             | 46,2 | 45,8  | 09,1 | 09,4  | 1,3    | 1,5    | 04,2 | 04,7  | 0,7  | 0,8   |
| Hessen              | 03.214.856        | 2.863.092 | 89,1              | 38,6 | 40,9  | —             | —             | 38,8 | 38,0  | 08,8 | 08,5  | 5,4    | 5,6    | 07,0 | 05,5  | 1,2  | 1,2   |
| Niedersachsen       | 04.438.885        | 3.950.248 | 89,0              | 37,3 | 39,1  | —             | —             | 33,4 | 32,8  | 05,8 | 05,9  | 7,5    | 7,6    | 13,2 | 11,4  | 2,3  | 2,3   |
| Nordrhein-Westfalen | 10.407.006        | 9.158.928 | 88,0              | 55,0 | 54,4  | —             | —             | 34,1 | 33,5  | 05,9 | 06,3  | 2,3    | 2,5    | 01,2 | 01,6  | 0,6  | 0,7   |
| Rheinland-Pfalz     | 02.237.023        | 1.976.225 | 88,3              | 54,0 | 53,7  | —             | —             | 30,7 | 30,4  | 09,7 | 09,8  | 1,4    | 1,5    | 01,4 | 01,6  | 2,4  | 2,7   |
| Saarland            | 00.659.971        | 0.589.578 | 89,3              | 33,8 | 33,3  | 21,1          | 21,3          | 25,1 | 25,1  | 18,1 | 18,2  | 0,2    | 0,3    | 00,7 | 00,7  | 0,6  | 0,6   |
| Schleswig-Holstein  | 01.548.961        | 1.367.225 | 88,3              | 50,2 | 48,1  | —             | —             | 30,9 | 30,8  | 05,0 | 05,6  | 7,4    | 8,3    | 03,2 | 03,8  | 0,6  | 0,7   |

## Folgen
| Mögliche Koalitionen | Sitze |
| -------------------- | ----- |
| Absolute Mehrheit    | 249   |
| CDU/CSU, DP          | 294   |
| CDU/CSU              | 277   |

SPD und FDP bildeten die Opposition. Erich Ollenhauer blieb Partei- und Fraktionsvorsitzender der SPD, verzichtete aber bei der Bundestagswahl 1961 auf eine erneute Kanzlerkandidatur.
Mit 50,2 % der Wählerstimmen erlangten die Unionsparteien das beste Ergebnis in der Geschichte der Bundesrepublik Deutschland und als bis heute einziges Bündnis eine absolute Mehrheit, bildeten aber dennoch eine Koalition mit der DP (Übergroße Koalition). Durch den Austritt der beiden Minister der DP am 1. Juli 1960 und ihren Beitritt zur CDU am 20. September 1960 endete die Koalition faktisch.